# Бюраканська астрофізична обсерваторія
Бюраканська астрофізична обсерваторія ім. В. А. Амбарцумяна (вірм. Վիկտոր Համբարձումյանի անվան Բյուրականի աստղադիտարանը, код обсерваторії «123») — одна з провідних наукових установ АН Вірменії. Обсерваторія розташована в області Арагацотн у Вірменії на південному схилі гори Арагац на висоті близько 1500 м. Комплекс будівель обсерваторії є пам'яткою.

## Історія
Бюраканська обсерваторія була заснована в 1946 році з ініціативи на той час член-кореспондента АН СРСР Віктора Амбарцумяна, який був тривалий час його директором. Будівництво комплексу почалося навесні того ж року під керівництвом Самвела Сафаряна. З 1998 року обсерваторія носить ім'я В. А. Амбарцумяна. На території обсерваторії в 1961 році була створена станція Астрономічного інституту ім. В. В. Соболєва (раніше АТ ЛДУ). Основними інструментами станції були: АЗТ-3 і АЗТ-14 (D = 48см). З 1993 р. вона законсервована.

## Апаратура
Зараз обсерваторія має в своєму розпорядженні п'ять інструментів. Найбільшими телескопами є побудований в 1976 році 2,65-метровий рефлекторний телескоп і 1-метровий телескоп Шмідта, один із найбільших у світі. Інші інструменти — 53-сантиметровий телескоп Шмідта, 50 і 40-сантиметрові рефлекторні телескопи з електрофотометрамі і електрополяріметрамі.
У найближчому майбутньому обсерваторія отримає власний автоматичний телескоп. Автоматична система дозволить робити повноцінні спостереження в автоматичному режимі.